# Спиридон Алексијевић
Спиридон Алексијевић (Житомислићи, 14. децембар 1769 – Задар, 11. април 1841) био је српски синђел, преводилац, иконописац и сликар.

## Биографија
Рођен је 14. децембра 1769. године у српском селу Житомислићи код Мостара, као Милорад Алексијевић. Школовао се при манастиру Житомислић и рукоположен је за ђакона 1785. године у манастиру Завала.
За време живота у манастиру Драговић, почео је да се бави иконописом и намеравао је се подучава на Крфу. Његове иконе из тог периода чувају се у цркви Светог оца Николаја у градићу Врлика. У овој цркви је између 1790. и 1792. године био учитељ, а потом је као учитељ радио у Скрадину (1795), Дрнишу, Шибенику (1801) и опет Скрадину (1802−1808). Због туберкулозе одлази у Трст 1804. године, где упознаје Доситеја Обрадовића.
За свештеника је рукоположен 1808. године у цркви Успења Пресвете Богородице у Дрнишу. Наредне године је постао капелан манастира Крка. Парохијску службу је добио у Дрнишу 1810. године. Од 1817. године је био у Задру. Налазио се на месту епископског викара далматинске епархије од неуспелог атентата на епископа Венедикта Краљевића 1823. године до постављења Јосифа Рајачића за новог епископа 1829. године. Тада се замонашио, а 1835. године је произведен у чин синђела од стране тадашњег епископа далматинског Пантелејмона Живковића.
Поседовао је богату личну библиотеку у којој су биле књиге Доситеја Обрадовића и Јована Рајића. Био је пренумерант више издања Вука Стефановића Караџића: Српског рјечника (1818), Данице, Српских народних пјесама (1833), Народних српских пословица (1836)... Придружио се критици митрополита Стефана Стратимировића упућеној Вукој Даници из 1826. године, због народних имена светитеља. Ипак, наставио је да прикупља пренумеранте за књигу Црна Гора и Бока которска, па је Вуку писао:
Из више ваши сочиненија сматрам да вас је судба обдарила а чините чест свому роду. О ди би преблаги Бог умножио такве умове у нашем Србском роду.
Између 1788. и 1836. године је писао хронику, која је штампана постхумно као Споменик Милорадов.
Умро је у болести 1841. године у Задру. Сахрањен је Смоковићу у Равним Котарима.